# Mascarell del Perú
El mascarell del Perú (Sula variegata) és un ocell marí de la família dels súlids (Sulidae). D'hàbits pelàgics cria sobre penya-segats a illes properes a la costa del Perú i nord de Xile, dispersant-se a la llarga de la costa sud-americana del Pacífic, des de Colòmbia fins al sud de Xile.